# Josafá Bolotov
Josafá (em russo:  Иоасаф, transl. Joasaf; nascido: João Iliche Bolotov, em russo:  Иоанн Ильич Болотов, transl. Ioann Ilyich Bolotov; 22 de janeiro de 1761, vila de Strazhkovo, uezd de Kashinski, gubernia de Tuéria, Império Russo - maio de 1799, Mar de Okhotsk) foi um missionário ortodoxo russo, bispo de Kodiak e vigário da diocese de Irkutsk.
Ele veio para o Alasca como líder de um grupo de missionários do Mosteiro de Valaam em 1794. Sob condições muito primitivas ele e seus companheiros monásticos estabeleceram as bases de uma presença ortodoxa na América do Norte. Chamado para Irkutsk, foi consagrado bispo auxiliar de Kodiak, mas não sobreviveu a um naufrágio em seu retorno ao Alasca.